# منتخب إيطاليا لكرة الأرض للسيدات
منتخب إيطاليا الوطني لكرة الأرض للسيدات هو ممثل إيطاليا الرسمي في المنافسات الدولية في كرة الأرض للسيدات.